# US-amerikanische Badmintonmeisterschaft 1970
Die US-amerikanische Badmintonmeisterschaft 1970 fand im Frühjahr 1970 in Boston statt. Es war die 30. Auflage der nationalen Titelkämpfe im Badminton in den USA.

## Titelträger
| Disziplin    | Sieger                      |
| ------------ | --------------------------- |
| Herreneinzel | Stan Hales                  |
| Dameneinzel  | Tyna Barinaga               |
| Herrendoppel | Don Paup Jim Poole          |
| Damendoppel  | Tyna Barinaga Caroline Hein |
| Mixed        | Jim Poole Tyna Barinaga     |